# Semigrup
En matemàtiques, un semigrup és una estructura algebraica consistent en un conjunt dotat d'una llei de composició interna associativa. Un semigrup és doncs, un magma associatiu.
Formalment, {\displaystyle (E,\star )} és un semigrup si:
1. {\displaystyle \forall (x,y)\in E^{2},x\star y\in E} (llei de composició interna).
2. {\displaystyle \forall (x,y,z)\in E^{3},x\star (y\star z)=(x\star y)\star z} (associativitat)

Quan un semigrup té a més element neutre s'anomena monoide.

## Un exemple de semigrup: els polinomis de grau 3 amb la suma
El conjunt dels polinomis de grau 3 amb coeficients naturals, amb l'addició, és un semigrup, amb les característiques següents:

### L'operació és una llei de composició interna
Podem expressar dos polinomis {\displaystyle P(x)} i {\displaystyle Q(x)} de grau 3 amb coeficients naturals qualssevol de la següent manera:
1. {\displaystyle P(x)=ax^{3}+bx^{2}+cx+d}
2. {\displaystyle Q(x)=ex^{3}+fx^{2}+gx+h}

La suma dels dos polinomis pot ser entesa com la suma dels seus components: 
{\displaystyle P(x)+Q(x)=(a+e)x^{3}+(b+f)x^{2}+(c+g)x+(d+h)}.
Atès que els coeficients de {\displaystyle P(x)} i {\displaystyle Q(x)} són naturals, els de la seva suma també ho seran. Per tant, l'operació és una llei de composició interna.

### No té element neutre
Prenent {\displaystyle P(x)} i un polinomi {\displaystyle I(x)} tal que {\displaystyle I(x)=ex^{3}+fx^{2}+gx+h}, on e, f, g i h són nombres naturals, {\displaystyle I(x)} és l'element neutre del conjunt si satisfà l'equació {\displaystyle P(x)+I(x)=P(x)}. Per tant, la suma d'aquests dos polinomis {\displaystyle P(x)+I(x)} hauria de ser igual a {\displaystyle P(x)}. L'única solució possible a aquesta equació és que totes les components de {\displaystyle I(x)} siguin 0, de manera que no seria un element del conjunt. En conseqüència, no existeix un element neutre.

### L'operació és associativa en el conjunt
Com s'ha especificat abans, la suma de dos polinomis pot expressar-se com la suma dels seus components. Sabent que aquests són nombres naturals i que la suma és associativa pels nombres naturals, pot es pot assegurar que l'operació també és associativa en el conjunt dels polinomis de grau 3 amb coeficients naturals.

### La divisió no sempre és possible
Perquè la divisió sigui sempre possible, s'ha de verificar que per a qualsevol {\displaystyle P(x)} i {\displaystyle Q(x)} en aquest conjunt, existeix un divisor {\displaystyle D(x)}, també en el conjunt, tal que {\displaystyle Q(x)+D(x)=P(x)}. Aquesta condició no es compleix per a tots els {\displaystyle P(x)} i {\displaystyle Q(x)} del conjunt, ja que si un dels components de {\displaystyle P(x)} és més petit que el mateix component de {\displaystyle Q(x)}, no existirà cap divisor en el conjunt que satisfaci l'equació. Per exemple, aquesta condició no es verificaria per a {\displaystyle P(x)=x^{3}+x^{2}+2x+1} i per a {\displaystyle Q(x)=4x^{3}+3x^{2}+x+5}.

## Altres exemples
- El conjunt dels naturals sense el zero, amb l'addició, és un semigrup.
- El conjunt dels nombres positius múltiples de n per un n fixat, amb l'addició, és un semigrup.